# Mauger van Hauteville
Mauger van Hauteville (Latijn:Malgerius, Italiaans:Maugerio) was de tweede zoon van Tancred van Hauteville en zijn tweede vrouw, Fressenda. Hij ging naar de Mezzogiorno met zijn broer Willem en zijn oudere halfbroer Godefried rond 1053, hoewel andere bronnen het later situeren (ca. 1056). 
Hij onderscheidde zich snel en werd vlak na zijn aankomst (1053 of 1057) door Humfried, zijn halfbroer en graaf van Apulië, gehuldigd in het district Capitanata, maar hij overleefde het niet lang. Volgens Goffredo Malaterra stierf hij in 1054, hoewel andere kroniekschrijvers hem laten sterven in 1057, of zelfs na 1060, na het assisteren van zijn oudere broer, Robert Guiscard, de opvolger van Humfried, tijdens een expeditie van de Byzantijnse keizer Constantijn X, die probeerde het Longobardische rijk te herstellen. Toen hij stierf ging zijn leen naar zijn broer Willem, die hem verkocht aan zijn halfbroer Godefried van Hauteville.